# サンシャイン (ジョナサン・エドワーズの曲)
「サンシャイン」（Sunshine）は、ジョナサン・エドワーズが1971年に発表したデビュー・シングル。

## 概要
シンガーソングライターのジョナサン・エドワーズは1960年代後半からジョー・ドルチェらとバンド活動を行っていたが、1970年代初頭にグループを離れ、オールマン・ブラザーズ・バンドやB.B.キングのコンサートのオープニング・アクトを務めるようになったその過程でカプリコーン・レコードと縁が生まれ、アルバム制作のために契約を交わした。。エドワーズは本作品が生まれたきっかけを次のように述べている。
「それはまさにベトナム戦争とニクソンの時代だった」とエドワーズは語っており、世相を反映する歌として、反戦歌として「サンシャイン」は書かれた。
1971年10月、シングルとして発売。デビュー曲であるにもかかわらず、ビルボード・Hot 100で4位を記録。ビルボードのイージーリスニング・チャートで7位、カナダで3位、アイルランドで4位を記録するなど大ヒットとなりゴールドディスクに輝いた。また、1972年のビルボード年間チャートの37位を記録した。
同年11月発売のファースト・アルバム『Jonathan Edwards』に収録。1974年に発表したライブ・アルバム『Lucky Day』では、「ユー・アー・マイ・サンシャイン」とのメドレーで歌われる。

## カバー・バージョン
- アイズレー・ブラザーズ - 1973年のアルバム『3 + 3』に収録。
- ジュース・ニュートン - 1980年のシングル。
- カール・ディクソン - 2003年のアルバム『One Voice Two Hands』に収録。
- ザ・サイドキックス - 2008年のコンピレーション・アルバム『Pickin' on Today's Ultimate Country Hits - Volume 5』に収録。